# 英仙座11
英仙座11，又名BD+54 598，HD 16727、SAO 23555、HR 785，是英仙座的一颗恒星，视星等为5.77，位于銀經138.51，銀緯-4.35，其B1900.0坐标为赤經2h 35m 53.2s，赤緯+54° -4.35′ 45″。